# فرانکو کوسینوتا
فرانکو کوسینوتا (انگلیسی: Franco Cucinotta؛ زادهٔ ۲۲ ژوئن ۱۹۵۲) بازیکن فوتبال اهل ایتالیا است.
از باشگاه‌هایی که در آن بازی کرده‌است می‌توان به باشگاه فوتبال زوریخ، باشگاه فوتبال سیون، باشگاه فوتبال لوزان-اسپورت، باشگاه فوتبال کیاسو و باشگاه فوتبال سروت ۱۸۹۰ اشاره کرد.